# Дом Советов (Санкт-Петербург)
Дом Сове́тов (иногда Дворе́ц Сове́тов) — здание, построенное в 1936—1941 годах группой архитекторов под руководством академика Н. А. Троцкого — Я. Н. Лукиным, М. А. Шепилевским и другими. Находится на Московской площади в Санкт-Петербурге, Московский проспект, 212.

## Архитектура
Дом Советов — характерный пример сталинской архитектуры. Центральная восьмиэтажная часть здания: четырнадцатиколонный портик, завершённый скульптурной группой на тему социалистического строительства (скульптор Н. В. Томский) и гербом РСФСР (скульптор И. В. Крестовский).
Боковые пятиэтажные крылья расположены симметрично, акцентированы портиками. На восточном фасаде дома советов выступает полуротонда зала заседаний на три тысячи человек. При отделке здания (была завершена после 1945 года) использовались гранит, мрамор и ценные породы дерева. В здании около семисот рабочих помещений.

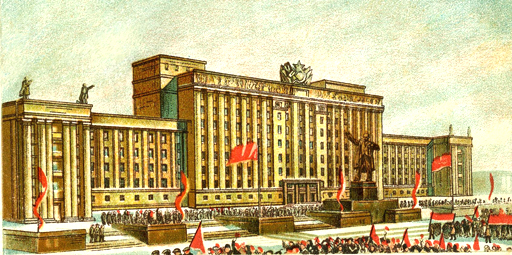
Дом Советов в будущем (1939 год)
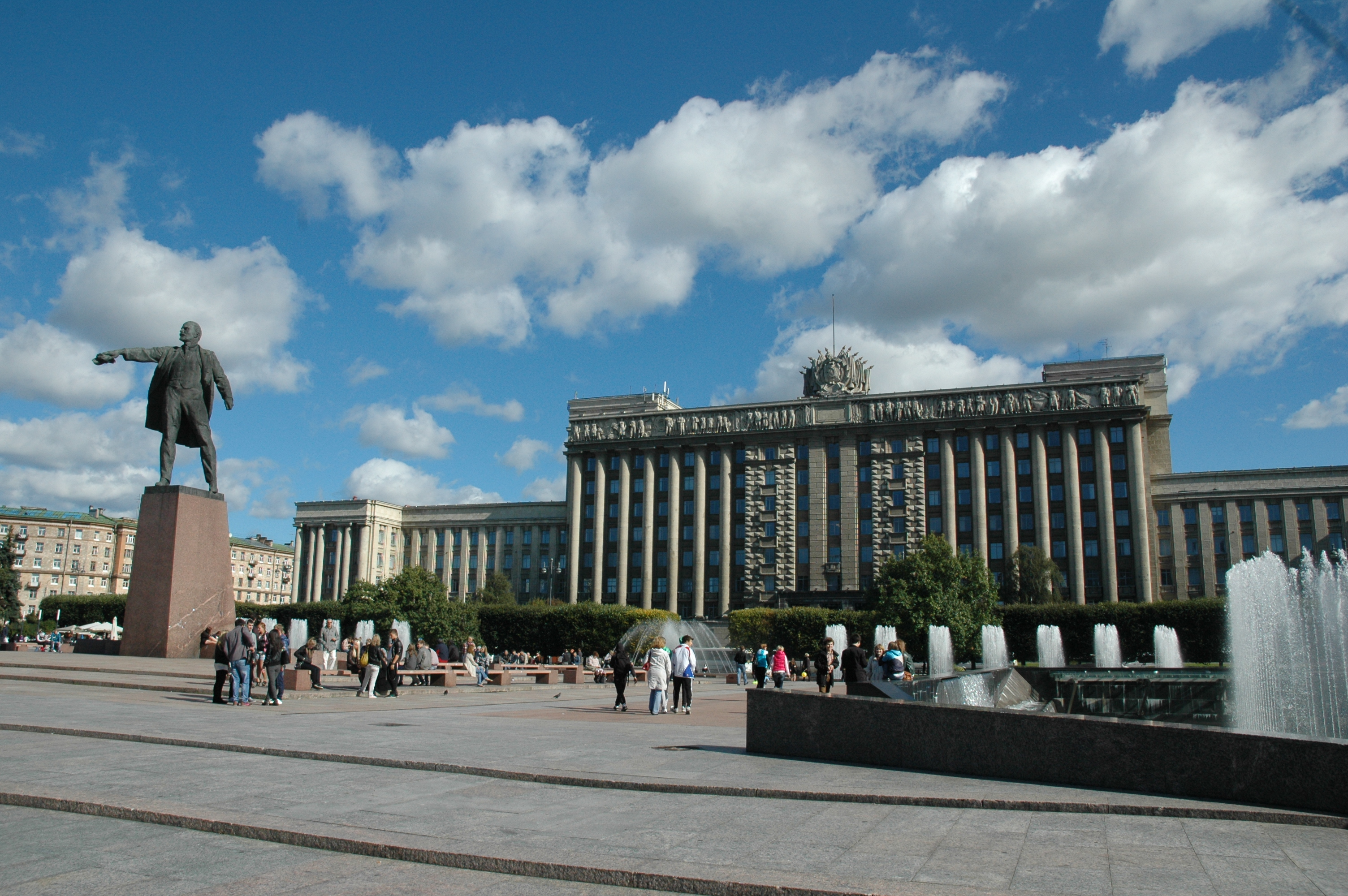
Дом Советов в 2012 году
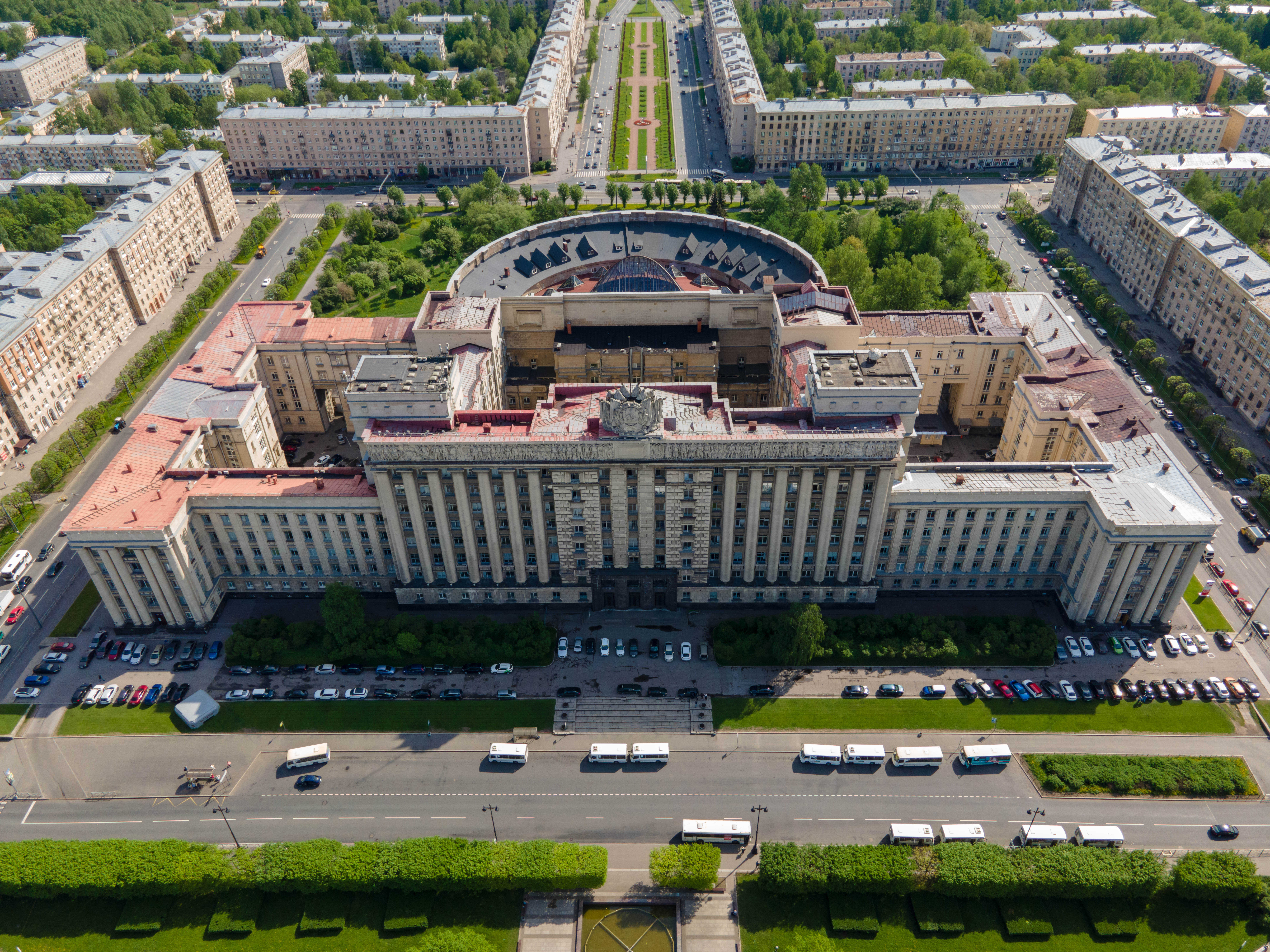
Дом Советов сверху (2021 год)
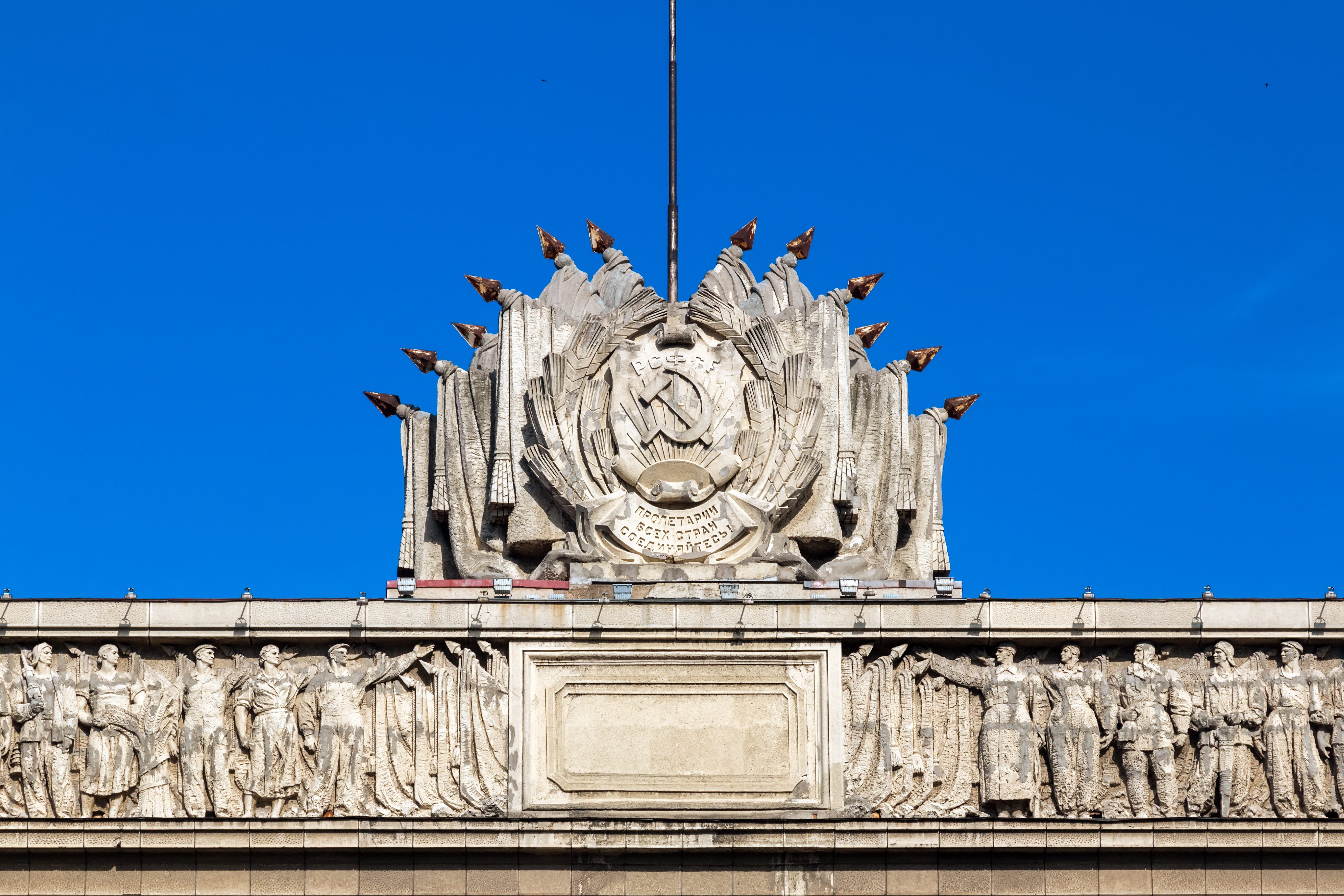
Герб РСФСР с флагштоком

## История
Строительство дома Советов началось в 1936 году. Дом Советов должен был стать центром нового административного квартала, в который в предвоенное время власти Ленинграда хотели перевести основные учреждения подальше от границы с Финляндией. Но до начала Великой Отечественной войны реализовать эти планы не успели. В здании, строительство которого в основном завершилось в 1941 году, в сентябре того же года был создан узел обороны с наблюдательным пунктом командования артиллерией Ленинградского фронта. А в 1944 году в доме расположилось командование Ленинградского фронта.
По окончании войны, когда в 1945 году отделка здания была завершена, государственная граница отодвинулась далеко на север, и от предвоенных планов отказались. В доме Советов размещались различные научные институты, в 1951—1959 годах Высшее военно-морское училище инженеров оружия, затем оборонное предприятие НПО «Ленинец».
В 1970 году перед зданием сооружён памятник В. И. Ленину, (как и было предусмотрено по проекту 1936 года), скульптор М. К. Аникушин, архитектор В. А. Каменский.
Ныне в здании расположен бизнес-центр «Московский» (собственник здания — НПО «Ленинец»).
В 2006 году к саммиту Большой Восьмерки здание оборудовали прожекторами и дополнительными фонарями; на Московской площади перед домом советов установили фонтаны с цветомузыкой.